# Comana, Constanța
Comana là một xã ở hạt Constanţa, România.
Xã này có 3 làng:
- Comana (tên lịch sử: Mustafa Agi, tiếng Thổ Nhĩ Kỳ: Mustafa Hacı)
- Tătaru (tên lịch sử: Azaplar)
- Pelinu (tên lịch sử: Carachioi, tiếng Thổ Nhĩ Kỳ: Karaköy)